# Zartonk
Zartonk là một đô thị thuộc tỉnh Armavir, Armenia. Dân số ước tính năm 2011 là 2458 người.